# Gisbert von Romberg
Gisbert von Romberg (31 maart 1866, Baden-Baden - 8 december 1939, Möhnersdorf (tegenwoordig in Polen gelegen en Jaskulin geheten)) was tijdens de Eerste Wereldoorlog Duits gezant in het Zwitserse Bern.
Von Romberg stond in nauw contact met de Zwitserse minister van Buitenlandse Zaken Arthur Hoffmann en de leider van Zwitserse sociaaldemocraten, Robert Grimm. Via Grimm en Hoffmann legde hij contact met Lenin en wist hem te bewegen naar Rusland terug te keren (april 1917) en er een bolsjewistische revolutie te ontketenen. De nieuwe bolsjewistische regering moest dan onder gunstige omstandigheden vrede sluiten met Duitsland en de bondgenoten van dit land. 
Uiteindelijk vertrok Lenin op 9 april 1917 in een Duitse trein en vergezeld van andere revolutionairen én Grimm naar Sint-Petersburg. In Sint-Petersburg aangekomen stuurde Grimm telegrammen naar Hoffmann om hem op de hoogte te stellen van de aankomende revolutie. Toen de telegrammen in handen vielen van de Entente, moest Hoffmann door die Hoffmann-Grimm-affaire aftreden en raakte Grimm ernstig in diskrediet. 